# Заштићено станиште Станиште пољског кукурека
Станиште пољског кукурека је природно добро у поступку заштите у категорији заштићеног станишта, које се налази у близини насеља Малошиште на територији општине Дољевац. Смештено је уз саму железничку пругу Ниш-Лесковац.

## Локалитет
Пољски кукурек је строго заштићена врста, а локалитет код насеља Малошиште представља једино познато станиште ове врсте у Србији. Планирани простор заштите обухвата два хектара. Простире се у железничку пругу и веома је угрожено због радова на обнови саобраћајне инфрастурктуре уз коју је лоцирано, те је превиђено његово измештање до завршетка реконструкције.